# Casa Tura
Casa Tura era una masia del poble de Gurp, a l'antic terme de Gurp de la Conca, pertanyent actualment al municipi de Tremp.
Estava situada al sud-oest de Gurp i al nord-oest de l'Acadèmia General Bàsica de Suboficials de Talarn. És al costat nord-oest de les Bordes de Seix i al nord-oest de Casa Belep. És en una carena bastant plana entre dos barrancs prou marcats en el territori: la llau del Caragol al sud-oest i la llau del Tapó al nord-est.